# 選舉法案 (1965年)
1965年的《选举權法》是美国联邦政府立法机构一个具有里程碑意义的法案，其禁止了在投票过程中的种族歧视。該法案保障了少數群體的投票權利、尤其是保障非裔美國人的投票權，至今影響深遠。
法案由美国总统林登·约翰逊在1965年8月6日签署，当时正值非裔美國人民權運動的高潮，后来美国国会对其进行了五次修订以扩大其对投票权的保护。"History of Federal Voting Rights Laws: The Voting Rights Act of 1965" （页面存档备份，存于）. </ref>此法案的目的为保障由美国宪法第十四修正案与第十五修正案确定的投票权，该法案保障了全美各种族（尤其是美国南部，不少非裔美國人被剝奪了投票權）的投票权。根据美国司法部，该法案被认为是有史以来最有效的保障公民权利的法案。
该法包含许多监管选举的规定。该法的"总章程"提供全国范围内对投票权的保护。第2节的总章程禁止任何州和地方政府建立歧视种族或语言群体的法律。其他规定禁止了识字率测试和类似的方法，其历来用于剥夺少数群体的投票权。
该法还包含仅适用于某些司法管辖区的"特别规定"。 一个重要的特殊规定是在第5节中的事先批准，即禁止任何影响到投票权的改变，除非得到美国司法部长或美国哥伦比亚特区联邦地区法院的批准，认为这种改变不歧视少数群体。另有特殊规定要求有大量使用其他语言的少数民族地区提供双语票箱和其他选举材料。